# Naturschutzgebiet Kalkbuchenwald zwischen Hove und Weyermühle
Das Naturschutzgebiet Kalkbuchenwald zwischen Hove und Weyermühle ist ein Naturschutzgebiet im Ortsteil Dürscheid der Gemeinde Kürten im Rheinisch-Bergischen Kreis.

## Beschreibung
Das Schutzgebiet umfasst die bewaldete Hangkuppe östlich der Straße von Hove nach Weyermühle einschließlich der zum Weyerbach abfallenden Hangwaldflächen.

## Vegetation und Schutz
Die Schutzausweisung erfolgte zur Erhaltung und Entwicklung eines floristisch bedeutsamen Vorkommens eines Kalkbuchenwaldes mit besonderer Ausprägung. Es wurden im Einzelnen folgende Schutzzwecke festgesetzt: 
- Erhaltung und Entwicklung des Buchenmischwaldbestandes als Lebensraum zahlreicher gefährdeter Pflanzenarten, insbesondere von Geophyten und angepassten Pflanzenarten auf kalkhaltigen Böden,
- Erhaltung und Entwicklung eines Kalkbuchenwaldes auf einer Bergkuppe als typischen Landschaftsausschnitt (Bergkuppe, Hangwälder, Felskanten und Dolinen) im Bereich des Landschaftsraumes Paffrather Kalkmulde,
- Erhaltung und Entwicklung selten gewordener und für den Landschaftsraum der Paffrather Kalkmulde typischen Waldgesellschaften, insbesondere der Perlgras-, Waldmeister-Kalkbuchenwälder.[1]